# 쌍구장경호
쌍구장경호(雙口長頸壺)는 부산광역시 서구 동아대학교박물관에 있는 삼국시대의 토기이다. 2010년 9월 20일 부산광역시의 문화재자료 제54호로 지정되었다.

## 개요
이 토기는 쌍구의 삼국시대 도질토기로 보존상태는 매우 양호하다. 중앙에 중심 아가리가 있고, 한쪽 어깨 면에 보조 아가리가 있다. 바닥이 둥글고 몸통은 원형이며, 주 아가리의 목이 길고 뚜껑받이 턱이 있는 원저장경호이다. 표면 색상은 흑색이고, 주 아가리의 경부(頸部)에 파상문이 상하 2단으로 시문되었다.
이 쌍구장경호는 가야토기에 해당하나 보조 아가리가 있는 점이 매 우 특이하고, 현재까지 유적에서 출토된 예는 알려져 있지 않다. 보조 아가리가 없으면 산청·함양 등지에서 출토되는 유개식 원저장 경호와 유사하다. 삼국시대 가야 유적에서 출토된 일반적인 유개장 경호보다 규모가 크고, 무게가 무거운 대형 토기이다.
이 토기는 고령을 중심으로 한 대가야계 토기의 특징이 있지만, 동 부가 횡구형에 가깝고, 파상문의 치구수가 조밀하지 않는 등 전형 적인 대가야 양식 토기는 아니고, 대가야권의 주변부 지역 원저장 경호의 특징으로서 가야토기의 양상을 해명할 수 있는 자료이다.
2개의 아가리가 있는 토기는 출토 예가 드물어 이 시기 가야토기 연구에 좋은 자료이다.

## 참고 문헌
- 쌍구장경호 - 국가유산청 국가유산포털